# Paul Wember
Paul Wember (* 25. Juli 1913 in Recklinghausen; † 9. Januar 1987 in Krefeld) war ein deutscher Kunsthistoriker, Museumsdirektor, Kurator und Buchautor.

## Leben
Paul Wember studierte katholische Theologie, Philosophie, Geschichte und Kunstgeschichte in Bonn, Paderborn, Freiburg i. Br. bei Martin Heidegger und Berlin bei Nicolai Hartmann. Seine Promotion erfolgte 1939 bei Wilhelm Pinder mit einer Arbeit über Die westphälische Stein- und Holzplastik des 13. Jahrhunderts.
1940 heiratete Paul Wember die Künstlerin Tomma Wember. Von 1943 bis 1944 war er Assistent am Kunsthistorischen Institut der Friedrich-Wilhelms-Universität, Berlin, von 1944 bis 1947 am St.-Annen-Museum in Lübeck. 1947 wurde Paul Wember Direktor des Kaiser-Wilhelm-Museums in Krefeld, das er bis 1975 leitete. 1952 stellte Wember im Innenhof des Museums den für die Industrieausstellung Rhein-Maas entstandenen und in den Besitz der Stadt Krefeld übergegangenen Brunnen von Joseph Beuys aus dem Jahr 1952 aus.

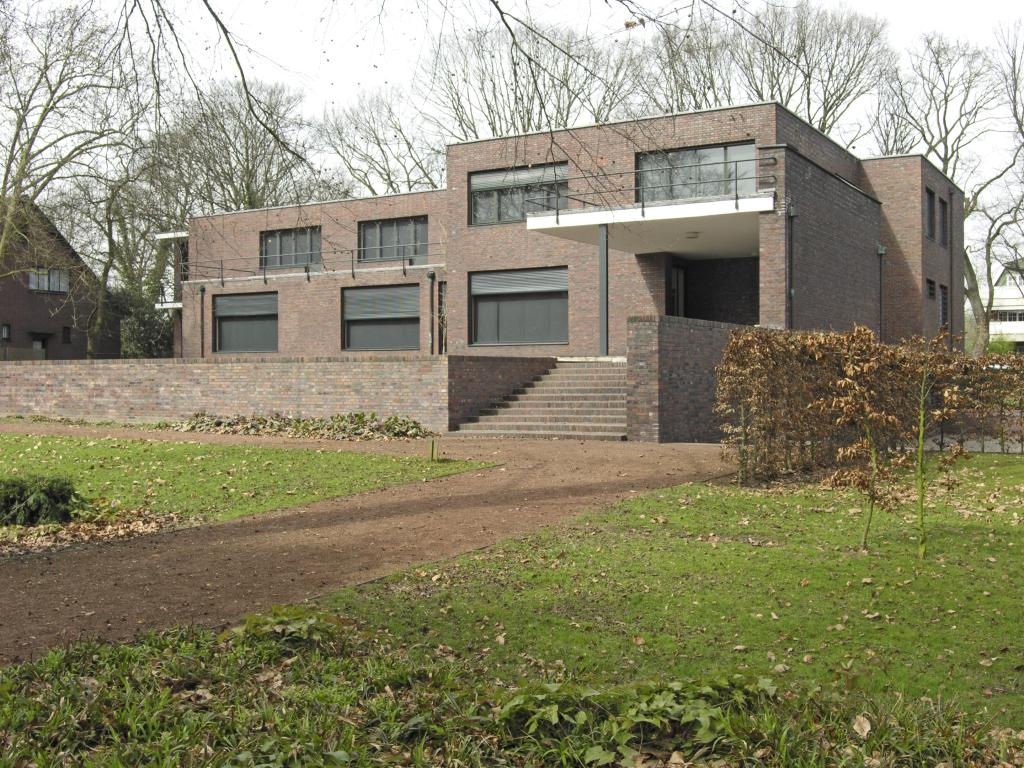
Haus Lange, Gartenseite

1955 stellte Ulrich Lange sein 1928 bis 1930 von Ludwig Mies van der Rohe erbautes Elternhaus der Stadt Krefeld für zehn Jahre als Ausstellungsort für zeitgenössische Kunst zur Verfügung. Unter der Leitung Wembers wurde das Haus Lange zu einem der führenden Ausstellungsorte avantgardistischer Kunst. 1968 schenkte Ulrich Lange das Haus der Stadt Krefeld unter der Auflage, darin 100 Jahre zeitgenössische Kunst auszustellen.
1964 nahm das Kaiser-Wilhelm-Museum mit der Ausstellung Heutige Kunst in Museen an der Biennale in Venedig teil. Mit einem minimalen Ankaufsetat war das Krefelder Museum nicht in der Lage, wie die großen Häuser in die klassische Moderne zu investieren. Wember kaufte daher unbekannte Gegenwartskunst, unter anderem Werke von Yves Klein, Tàpies und Beuys, 1959 zum Beispiel ein erstes Bild von Yves Klein für 500.- DM oder zwei Bilder von Piero Manzoni für 200 DM. Wember nutzte für Ausstellungen und Ankäufe vielfältige Kontakte zu Galeristen wie Michael Hertz, Alfred Schmela, Rolf Ricke, Rudolf Zwirner und Conny Fischer.
Parallel dazu war es ein Anliegen Wembers, immer wieder regionale Künstler des Niederrheins durch Museums-Ausstellungen zu fördern. Aufgrund des erheblichen Wertzuwachs, den die Museums-Ankäufe Wembers im Laufe der Jahrzehnte erfuhren, resümierte der langjährige Stadtrat und NRW-Landtagsabgeordnete Eugen Gerritz 2013: „Wie keiner vor ihm und nach ihm hat Paul Wember das Vermögen dieser Stadt (Krefeld) vermehrt.“
Wembers Kunstpolitik war in den Jahren von 1950 bis 1970 umstritten. Sowohl in Ausschüssen der Stadt als auch in der Bevölkerung war er Anfeindungen ausgesetzt, konnte sich aber auf die Loyalität des damaligen Kulturdezernenten der Stadt, Kurt Honnen, stützen. Die Atmosphäre änderte sich erst mit einer verstärkt einsetzenden überregionalen und internationalen Anerkennung: Hans Strelow nannte schließlich Wember 1968 in der Zeit den führenden Museumsmann für die Avantgarde. Mit Beginn der 1970er-Jahre – die Stadt war zu einer Metropole zeitgenössischer Kunst geworden – wurde die Leistung von Paul Wember auch in Krefeld mehr anerkannt. In Anerkennung seines Wirkens wurde das Kaiser Wilhelm Museum auch als Kaiser Wember Museum bezeichnet.
Ab 1968 wurde Wember Berater des Sammler-Ehepaars Helga und Walter Lauffs und baute mit ihnen eine umfangreiche Sammlung zeitgenössischer Kunst auf. Mit ihren insgesamt 500 teils im Museumsdepot verwahrten Werken von etwa 100 wichtigen Künstlern des 20. Jahrhunderts und einem Schätzwert von 400 Millionen Euro gehörte die Kollektion zu den größten deutschen Privatsammlungen an Gegenwartskunst. Sie enthielt unter anderem Werke der frühen Pop-Art, der Konzept- und Minimalkunst. Die erworbenen Kunstwerke verblieben für etwa vier Jahrzehnte in der Sammlung des Museums, wurden allerdings 20 Jahre nach Wembers Tod im Jahr 2008 aufgrund von Differenzen zwischen Sammler und Museum abgezogen und zu erheblichen Teilen bei Sotheby’s in New York versteigert.
Vieles aus Wembers Direktorentätigkeit wurde erst im Rückblick deutlich. So wurde 2013 nachgewiesen, dass Wember der erste war, der in Deutschland Miro, Klein, Christo und Tinguely in einem Museum ausstellte. Trotz einer persönlichen Freundschaft mit Joseph Beuys gehörte eine Beuys-Ausstellung – zum Bedauern Wembers – nicht in diese Reihe von Museums-Erstausstellungen. Aufgrund von Umbauarbeiten sowohl des Kaiser-Wilhelm-Museums als auch des Museums Haus Lange war dies nicht möglich, und so war es Johannes Cladders, von 1957 bis 1967 Assistent Wembers in Krefeld, der 1967 in Mönchengladbach die erste Beuys-Ausstellung in einem Museum veranstaltete. Heinz Mack: „Wember war (…) der erste und einzige (…) Museumsdirektor in ganz Deutschland und weit und breit in Europa, der überhaupt Yves Klein, Tinguely und wie sie da alle sind, ausgestellt hat, und man muss sich das vergegenwärtigen: Die einzige Ausstellung, die Klein zu Lebzeiten hatte, war die von Paul Wember in Krefeld.“
Am 30. September 1975 trat Paul Wember aus gesundheitlichen Gründen (er litt an den Folgen einer schweren Kriegsverletzung) in den Ruhestand. Nach Willem Sandberg (Stedelijk Museum, Amsterdam), Alfred Barr (Museum of Modern Art, New York) und Arnold Bode (Mitbegründer der documenta, Kassel) erhielt Paul Wember 1976 den Preis des Deutschen Kunsthandels in Düsseldorf.
2013 machten Gisela Fiedler-Bender und sein Sohn Bernward Wember erstmals den beträchtlichen Anteil von Tomma Wember an der Direktorentätigkeit von Paul Wember öffentlich.

## Ausstellungen
- 1948: Erich Heckel. Gemälde, Aquarelle, Graphik.
- 1948: Heinrich Nauen. Gedächtnisausstellung
- Niederrheinische Malerei und Plastik der Gegenwart
- 1949: Johan Thorn Prikker.
- 1949: Willi Baumeister
- 1950: Gabriele Münter. Gemälde und Zeichnungen
- 1950: Große Krefelder Künstler des 20. Jh. Johan Thorn Prikker, Heinrich Nauen, Helmuth Macke, Heinrich Campendonk, Wolf von Beckerath, Günther von Scheven.
- 1950: Herbert Zangs. Gemälde, Aquarelle, Keramik.
- 1951: Georges Braque. Graphiken
- 1951: Joan Miró und Pablo Picasso, Ausgewählte Graphik aus Museumsbeständen
- 1952: Graphiken von Corinth, Liebermann und Slevogt, aus Museumsbeständen
- 1953: Maria Marc. Wandteppiche, Zeichnungen aus dem letzten Skizzenbuch.
- 1953: Franz Marc. Aquarelle und Zeichnungen.
- 1953: Mies van der Rohe. Seine bedeutendsten Bauten
- 1953: Henri Matisse, Jazz
- 1953: Marc Chagall, Lithographien, Radierungen, Gemälde
- 1953: Pablo Picasso. Radierungen und Lithographien.
- 1954: Joan Miró, Gemälde, Plastik, Keramik, Zeichnungen, Druckgraphik.
- 1954: Walter Gropius. Ein Weg zur Einheit künstlerischer Gestaltung
- 1955: Alberto Giacometti
- 1956: Berto Lardera, Skulpturen, Collagen Gouachen
- 1957: Joan Miró, Das graphische Gesamtwerk
- 1957: Käthe Kollwitz, Gedächtnisausstellung zum 90. Geburtstag
- 1958: Le Corbusier, Architektur, Malerei, Plastik, Wandteppiche
- 1958: Kandinsky – Jawlensky – Chagall – Archipenko
- 1959: Alberto Burri, Sack-, Holz-, Eisen- und Kunststoffbilder
- 1960: Otto Herbert Hajek. Skulpturen
- 1960: Jean Tinguely. Maschinenbilder und Maschinen
- 1961: Yves Klein. Monochrome und Feuer
- 1961: Die Jugend der Plakate
- 1962: Monumentale Plastik aus Ozeanien
- 1962: Norbert Kricke
- 1963: Mack – Piene – Uecker
- 1963: Roberto Crippa
- 1963: Jesús Rafael Soto, Kinetische Bilder
- 1964: Robert Rauschenberg, Kombinierte Bilder und Dantezeichnungen
- 1965: Arman. Französischer neuer Realismus
- 1965: Marcel Duchamp, Ready-mades
- 1965: Cy Twombly
- 1966: Robert Indiana, Number Paintings
- 1969: Franz Erhard Walther, Objekte benutzen. Übungen mit Objekten von Franz Erhard Walther
- 1969: Richard Long. Exhibition One Year
- 1969: Sol LeWitt, Sculptures an Wall-Drawings
- 1970: Robert Rauschenberg – Roy Lichtenstein – Andy Warhol, Graphik-Ausstellung
- 1970: Claes Oldenburg. Notes, Skizzen zur Pop Architektur
- 1970: Christo, Wrapped Coast
- 1970: Timm Ulrichs, Totalkunst
- 1970: Ulrich Rückriem, Steine und Eisen
- 1971: Hans-Rucker-Co, Cover, Überleben in verschmutzter Umwelt
- 1971: Christo: Wrapped Floors, Wrapped Walk Ways
- 1971: Andy Warhol, Graphik 1964–1970
- 1971: Dieter Roth, Gewürz-Objekte und andere
- 1971: Joseph Beuys. Kunst = Mensch
- 1972: Menashe Kadishman. Gebrochenes Glas, Der Wald, Telefonbuchseiten, Skulpturen, Siebdrucke
- 1972: Franz Erhard Walther, Frühe Arbeiten 1955–1963
- 1973: Jiří Kolář, Collagen, Rollagen, Chiasmagen, Crumblagen
- 1974: Joseph Beuys. Zeichnungen 1946–1971
- 1974: Wolfgang Nestler, Plastik als variables System
- 1975: Hans Arp, Skulpturen
- 1975: Mel Ramos
- 1975: Rotraut Klein-Moquay. Sonnenbilder
- 1975: Mark Tobey, Rückblick auf harmonische Weltbilder
- 1975: Teruko Hiramatsu, Tuschbilder

## Schriften
- Die westfälische Stein- und Holz-Plastik des 13. Jahrhunderts. Dissertation. Dresden 1941.
- Heinrich Nauen. Düsseldorf 1948.
- Joan Miró, Farbige Lithographien. Wiesbaden 1959.
- Die Jugend der Plakate 1887–1917. Krefeld o. J. (um 1960)
- Heinrich Campendonk. Krefeld 1961.
- Bewegte Bereiche der Kunst. Krefeld 1963.
- Johan Thorn Prikker. Glasfenster, Wandbilder, Ornamente 1891–1932. Krefeld 1966.
- Yves Klein. Monographie zur Zeitgenössischen Kunst. (Werkverzeichnis, Biographie, Bibliographie, Ausstellungsverzeichnis von Gisela Fiedler.) DuMont Schauberg, Köln 1969.
- Blattkünste. Internationale Druckgraphik seit 1945. (Unter Mitarbeit von Gisela Fiedler). Krefeld 1973.
- Kunst in Krefeld: Öffentliche und private Kunstsammlungen. DuMont Schauberg, Köln 1973, ISBN 3-7701-0679-2.

## Auszeichnungen
- 1964: Preis der internationalen Kritik auf der Biennale in Venedig
- 1976: Preis des deutschen Kunsthandels, Düsseldorf
- 1978: Ehrenprofessur des Landes Nordrhein-Westfalen
- 1986: Ehrenbürgerschaft der Stadt Krefeld